# Mistrzostwa Polski w łyżwiarstwie synchronicznym
Mistrzostwa Polski w łyżwiarstwie synchronicznym – krajowe zawody mistrzowskie w Polsce w łyżwiarstwie synchronicznym organizowane przez Polski Związek Łyżwiarstwa Figurowego (PZŁF).

## Medaliści

### Kategoria juniorów
| Rok  | Miejsce   | Złoto                               | Srebro                             | Brąz                               | Źr.   |
| ---- | --------- | ----------------------------------- | ---------------------------------- | ---------------------------------- | ----- |
| 2009 | Oświęcim  | Amber Dance GKS Stoczniowiec Gdańsk | Le Soleil MKS Axel Toruń           | Desire Dance Team UKŁF Piast Opole | [ 1 ] |
| 2010 | Opole     | Amber Dance GKS Stoczniowiec Gdańsk | Le Soleil MKS Axel Toruń           | Brak zawodników                    | [ 2 ] |
| 2011 | Kraków    | Le Soleil MKS Axel Toruń            | Desire Dance Team UKŁF Piast Opole | Brak zawodników                    | [ 3 ] |
| 2017 | Gdańsk    | Ice Fire SKF IceSkater              | Brak zawodników                    | Brak zawodników                    | [ 4 ] |
| 2018 | Toruń     | Ice Fire SKF IceSkater              | Brak zawodników                    | Brak zawodników                    | [ 5 ] |
| 2019 | Łódź      | Ice Fire SKF IceSkater              | Le Soleil MKS Axel Toruń           | Brak zawodników                    | [ 6 ] |
| 2020 | Toruń     | Ice Fire SKF IceSkater              | Brak zawodników                    | Brak zawodników                    | [ 7 ] |
| 2021 | Bydgoszcz | Ice Fire SKF IceSkater              | Le Soleil MKS Axel Toruń           | Brak zawodników                    | [ 8 ] |
| 2022 | Gdańsk    | Ice Fire SKF IceSkater              | Le Soleil MKS Axel Toruń           | Brak zawodników                    | [ 8 ] |

### Kategoria Novice
| Rok  | Miejsce   | Złoto                                      | Srebro                                      | Brąz                                        | Źr.    |
| ---- | --------- | ------------------------------------------ | ------------------------------------------- | ------------------------------------------- | ------ |
| 2008 | Oświęcim  | Le Soleil MKS Axel Toruń                   | Brak zawodników                             | Brak zawodników                             |        |
| 2009 | Oświęcim  | Olivki GKS Stoczniowiec Gdańsk             | Brak zawodników                             | Brak zawodników                             | [ 9 ]  |
| 2010 | Opole     | Olivia Dance GKS Stoczniowiec Gdańsk       | Brak zawodników                             | Brak zawodników                             | [ 10 ] |
| 2011 | Kraków    | Olivia Dance GKS Stoczniowiec Gdańsk       | Brak zawodników                             | Brak zawodników                             | [ 11 ] |
| 2014 | Gdańsk    | Novice Ice Fire SKF Iceskater Gdańsk       | Novice Olivia Dance GKS Stoczniowiec Gdańsk | Novice Elblag Dance UKS Szóstka Elbląg      | [ 12 ] |
| 2015 | Toruń     | Le Soleil Novice MKS Axel Toruń            | Ice Fire Novice SKF Iceskater Gdańsk        | Olivia Dance Novice GKS Stoczniowiec Gdańsk | [ 13 ] |
| 2017 | Gdańsk    | Le Soleil Novice MKS Axel Toruń            | Amber Ice GKL Olivia                        | Brak zawodników                             | [ 14 ] |
| 2018 | Toruń     | Ice Fire Novice SKF Iceskater Gdańsk       | Amber Ice I GKL Olivia                      | Brak zawodników                             | [ 15 ] |
| 2019 | Łódź      | Ice Fire Novice Basic SKF Iceskater Gdańsk | Le Soleil Novice MKS Axel Toruń             | Brak zawodników                             | [ 16 ] |
| 2020 | Toruń     | Ice Fire Novice SKF Iceskater Gdańsk       | Le Soleil Novice SP3 MKS Axel Toruń         | Brak zawodników                             | [ 17 ] |
| 2021 | Bydgoszcz | Ice Fire Novice SKF Iceskater Gdańsk       | Brak zawodników                             | Brak zawodników                             | [ 18 ] |
| 2022 | Gdańsk    | Ice Fire Novice SKF Iceskater Gdańsk       | Brak zawodników                             | Brak zawodników                             | [ 19 ] |